# Sogdien
Cet article concerne la langue sogdienne. Pour le peuple sogdien, voir Sogdiens. Pour le roi Achéménide, voir Sogdianos.

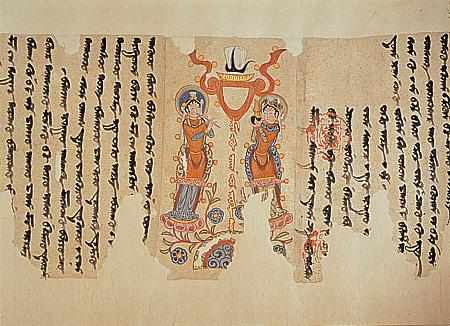
Courrier manichéen en sogdien.

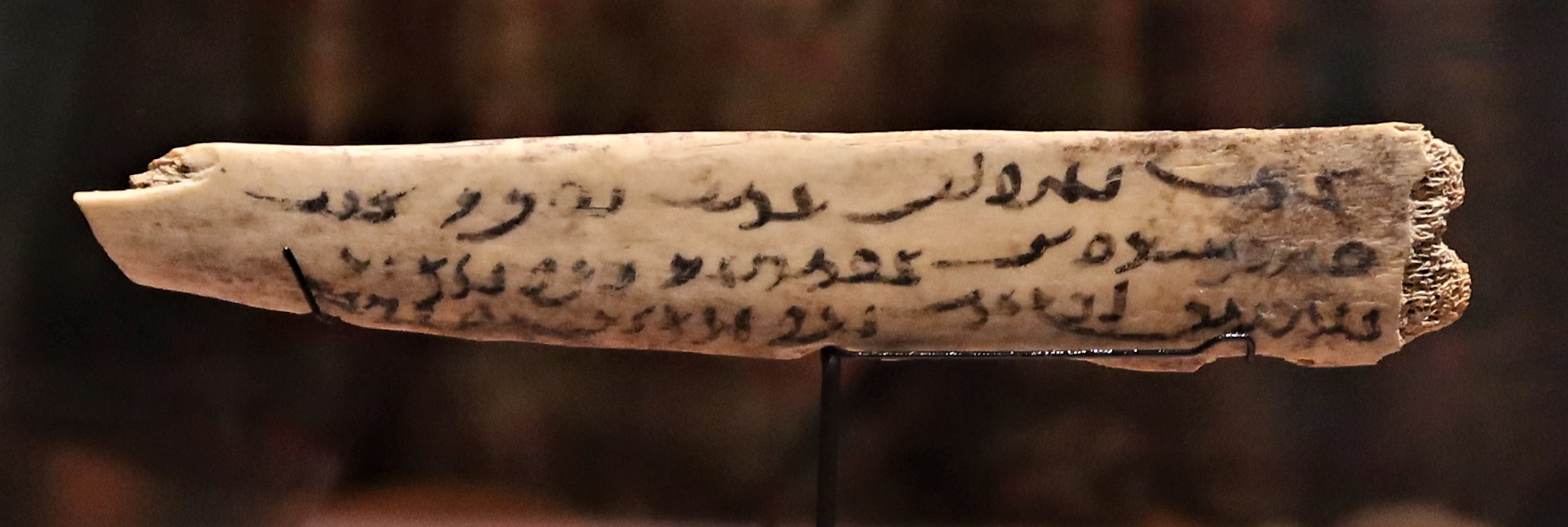
Os inscrit en sogdien.

Le sogdien (en sogdien transcrit : swγδyʼw) est une langue moyen-iranienne parlée au Moyen Âge par les Sogdiens, peuple commerçant qui résidait en Sogdiane, la région historique englobant Samarcande et Boukhara et recouvrant plus ou moins les actuels Ouzbékistan, Tadjikistan et nord de l'Afghanistan. Elle fait partie du rameau oriental et était adoptée comme lingua franca en Asie centrale du VIe au IXe siècle.
L'alphabet sogdien, dérivé de l'alphabet araméen-syriaque, fut transmis et adapté par les Ouïgours, qui à leur tour le transmirent aux Mongols puis aux Mandchous.
Le sogdien a été déchiffré au tournant du XXe siècle par Robert Gauthiot.